# پلوتو (دیزنی)
پلوتو (انگلیسی: Pluto) شخصیت کارتونی است که در سال ۱۹۳۰ در استودیوی والت دیزنی به وجود آمد. پلوتو سگی نارنجی رنگ است، جثه‌ای متوسط، گوش‌هایی سیاه و موهایی کوتاه دارد. او سگ خانگی میکی موس است.
نخستین سری از کارتون‌های پلوتو در سال ۱۹۳۷ ساخته شد البته پیش از آن نیز، پلوتو در ۲۴ قسمت از کارتون‌های میکی موس ظاهر شده بود و به ایفای نقش پرداخته بود. از سال ۱۹۳۰ تا ۱۹۵۳ پلوتو در مجموع در ۸۹ فیلم کوتاه ظاهر شد که نتیجه‌ آنها نامزدی تعدادی برای دریافت بهترین انیمیشن کوتاه و دریافت یک اسکار شد.
از آنجایی که پلوتو صحبت نمی‌کند، فیلم‌های او به جای گفتگو بر پایه حرکات فیزیکی بامزه و طنز ساخته شده‌اند. این وِیژگی او را به یک چهره پیشگام در شخصیت‌های بی کلام کارتونی تبدیل ساخته است.

## پیدایش
پلوتو برای اولین بار در سپتامبر ۱۹۳۰ در کارتونی به نام «زندانیان هم زنجیر» ظاهر شد. در آن زمان انیماتورها بر این باور بودند که والت دیزنی نام پلوتو را از سیاره تازه کشف شده پلوتون برداشته است.
پلوتو در اولین فیلم خود نقش سگ نگهبان زندانی را داشت که به تعقیب میکی موس مجرم و فراری می‌پرداخت.
یک ماه ونیم بعد او در کارتن دیگری به عنوان سگ مینی ماوس و با نام «راور» ظاهر شد که میکی موس و مینی ماوس را در یک پیک نیک همراهی می‌کرد.
سومین حضورش در سال ۱۹۳۱ و در کارتون «شکار گوزن شمالی» بود و به عنوان سگ خانگی میکی‌ماوس که پلوتو نام داشت، نقش آفرینی می‌کرد.
پلوتو تا چهار سال اول حضورش، نفش‌هایی جزئی و در حاشیه داشت تا اینکه در سال ۱۹۳۴ یکی از انیماتورهای شرکت والت دیزنی بنام نورم فرگوسن نقش یک سگ بازیگوش در کارتنی به نام پلوتوی بازیگوش به او داد. در این کارتون پلوتو گرفتار یک تکه کاغذ مگس گیر چسبناک شده است. فرگوسن این صحنه را به طرز قابل توجهی گسترش داده و نشان می‌دهد که چگونه می‌توان با خلق یک شخصیت، از اتفاقات ساده استفاده کرد و طنز تولید کرد.

## ویژگی‌های شخصیتی
پلوتو بر خلاف سایر دوستان میکی ماوس ویژگی‌های انسانی ندارد و مانند یک سگ معمولی رفتار می‌کند. او صحبت نمی‌کند، روی دو پا راه نمی‌رود و لباس هم نمی‌پوشد.
او سگ سر حال و خوشحالی است که عاشق ماجراجویی است، اگر چه زمانی که با چیز ناشناخته‌ای روبرو می‌شود، بسیار وحشت زده می‌شود. او به موجود دیگری که بخواهد حیوان خانگی میکی ماوس باشد حسادت می‌کند و در داستانهای مختلف این نشان داده شده است.
وقتی متوجه می‌شود چیز ناشناخته‌ای را تصادفاً بلعیده است وحشت زده می‌شود.
در بسیاری از بازی‌هایش با میکی ماوس پلوتو خود را به دردسر می‌اندازد و این باعث عصبانی شدن میکی می‌شود.

## نقش آفرینی‌ها
پلوتو در اغلب اوقات هم بازی میکی ماوس است و در مواردی معدودی نیز هم بازی دانلد داک بوده است. کارتون «پنج قلوهای پلوتو» که در سال ۱۹۳۷ توسط شرکت دیزنی ساخته شد. اولین قسمت از مجموعه کارتونهای خودش بود. در این قسمت او صاحب پسری به نام «پلوتو جونیر» بود. این مجموعه کارتونها تا سال ۱۹۴۰ به صورت پراکنده تولید شدند و با نام «سگی به نام پلوتو» مشهور شدند.

## جوایز
فیلم کوتاه انیمیشن یک پنجه‌ قرض بده (کمک رسانی) Lend a Paw ۱۹۴۱ با حضور پلوتو به همراه بهترین دوستش میکی موس در چهاردهمین دوره جوایز اسکار برنده عنوان بهترین انیمیشن شد.

## بازی‌های رایانه‌ای
پلوتو برای اولین بار در سال ۱۹۹۴ در بازی رایانه‌ای «ویکی مانیا» ظاهر شد. در این بازی او تنها یک شخصیت نمایشی بود و قابل بازی کردن نبود.
در بازی کینگدام هارتس، پلوتو همچنان به عنوان سگ خانگی میکی ماوس نقش آفرینی می‌کند و به او در اجرای نقشه‌هایش کمک می‌کند.

## حضور در دیزنی پارکها
پلوتو مانند سایر دوستانش در دیزنی پارکهای جاهای مختلف دنیا حضور دارد. کودکان و بزرگسالان می‌توانند با او بازی کنند و عکس‌های یادگاری بگیرند. او در دیزنی پارکها بر خلاف کارتونهایش روی دو پا راه میرود.